# Botswanisch-deutsche Beziehungen

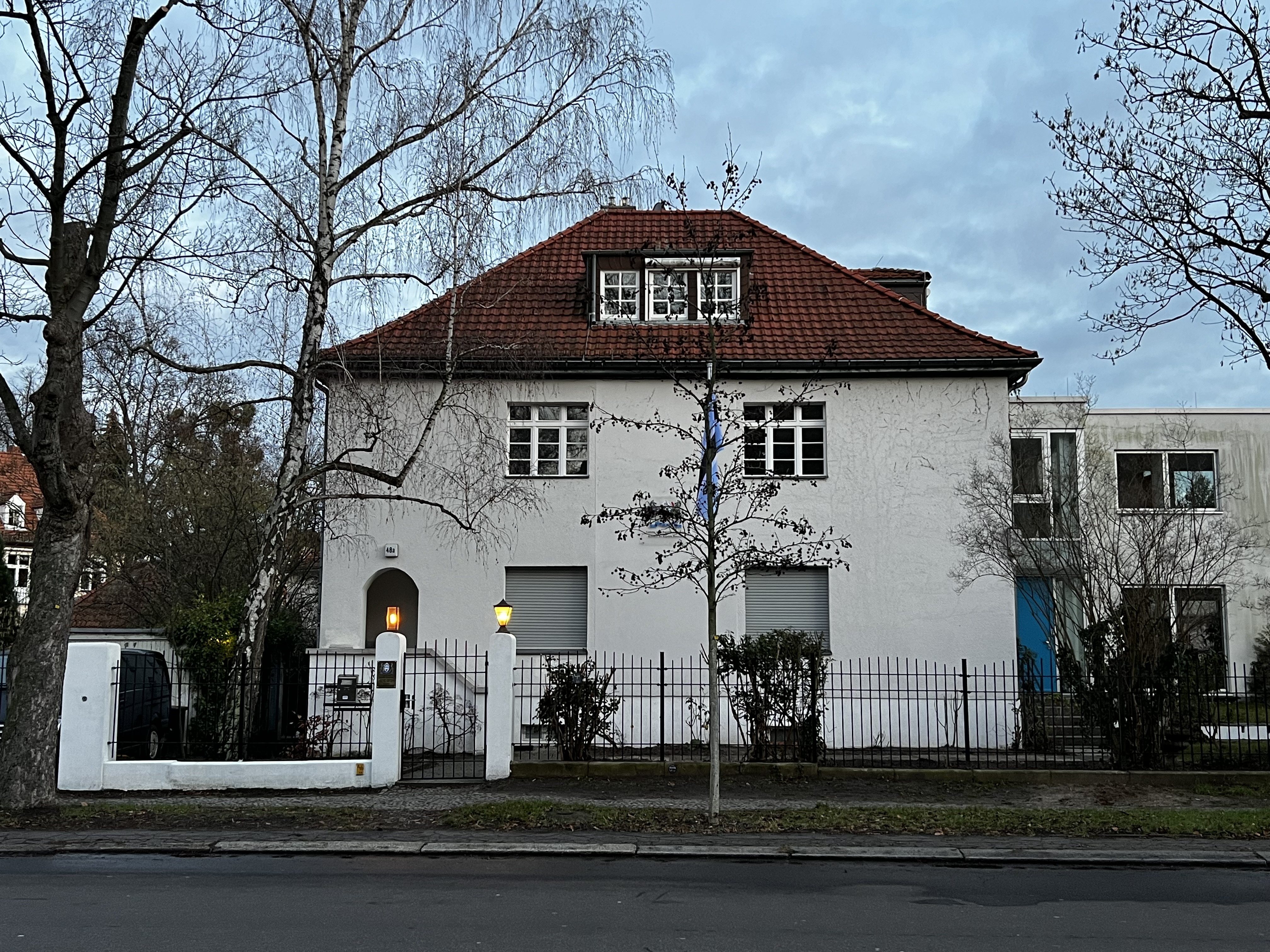
Botschaft von Botswana in Berlin

Die Botswanisch-deutschen Beziehungen sind das zwischenstaatliche Verhältnis zwischen Botswana und der Bundesrepublik Deutschland. Beide Staaten unterhalten problemfreie und freundschaftliche Beziehungen.

## Geschichte
Die ersten Kontakte zwischen beiden Gesellschaften lassen sich auf das 19. Jahrhundert zurückverfolgen. Die evangelischen Missionare der Hermannsburger Mission wurden 1857 in den Gebieten des heutigen Staates Botswana aktiv. 1867 entdeckte der deutsche Afrikaforscher und Kartograf Karl Mauch bei Francistown bedeutende Goldvorkommen. 1895 veröffentlichte der deutsche Theologe und Missionar Georg Haccius den Bericht Unter den Bamalete in Betschuanaland.
Nach der Unabhängigkeit Botswanas vom Vereinigten Königreich im Jahr 1966 nahm der unabhängige Staat im selben Jahr diplomatische Beziehungen mit der Bundesrepublik Deutschland auf. Die Deutsche Botschaft in Gaborone wurde am 24. September 1975 eröffnet, 1977 nahm Botswana auch Beziehungen zur Deutschen Demokratischen Republik auf. 1985 wurde die private Deutsche Gesellschaft der Freunde Botswanas gegründet, die sich der Pflege der Beziehungen mit Botswana widmet.
Der deutsche Bundespräsident Horst Köhler besuchte Botswana 2006. Im folgenden Jahr wurde ein gegenseitiger Investitionsschutz- und -fördervertrag unterzeichnet. Die Botschaft der Republik Botswana in Berlin wurde 2013 eröffnet. Im Jahr 2017 war Botswana das Partnerland der Internationale Tourismus-Börse Berlin. Zu diesem Anlass besuchte der botswanische Präsident Ian Khama Deutschland und traf sich Bundeskanzlerin Merkel sowie Bundespräsident Gauck. Bundespräsident Steinmeier besuchte Botswana im folgenden Jahr. Im September 2023 und im Juni 2024 folgten Staatsbesuche von Mokgweetsi Masisi in Berlin.
Im April 2024 verschärften sich der Ton zwischen beiden Ländern kurzzeitig, nachdem der botswanische Präsident Masisi, nach einem Streit über Jagdtrophäen damit gedroht hatte, 20.000 Elefanten nach Deutschland zu schicken. Das deutsche Umweltministerium unter Steffi Lemke hatte zuvor Besorgnis über Botswana Praktiken geäußert. Masisi behauptete in Reaktion darauf, sein Land tue mehr für den Schutz der Wildtiere „als jedes andere Land der Welt“.

## Wirtschaft
2024 lagen die deutschen Warenexporte nach Botswana bei 64,7 Millionen Euro und die Importe aus dem Land bei 3,4 Millionen Euro. Da viele deutsche Unternehmen im benachbarten Südafrika tätig sind, taucht ein Teil der Exporte deutscher Unternehmen nicht in der Statistik auf. Deutschland importiert aus dem Land hauptsächlich Rohstoffe wie Diamanten und exportiert im Gegenzug Elektrotechnik und Maschinen.
Die Deutschland hat aufgrund der positiven wirtschaftlichen Entwicklung die finanzielle Entwicklungshilfe an Botswana eingestellt. Über die Kooperation der EU mit der Entwicklungsgemeinschaft des Südlichen Afrikas (SADC) erhält Botswana Hilfen in u. a. den Bereichen Wassermanagement und Wildtierschutz.